# بخش جفرسون (شهرستان راس، اوهایو)
بخش جفرسون (به انگلیسی: Jefferson Township) یک منطقهٔ مسکونی در ایالات متحده آمریکا است که در شهرستان روس، اوهایو واقع شده‌است.
 بخش جفرسون ۶۴٫۴ کیلومتر مربع مساحت و ۹۶۷ نفر جمعیت دارد و ۱۷۶ متر بالاتر از سطح دریا واقع شده‌است.